# Dorothee Pesch
Dorothee Pesch je heavy metal pevka, ki se je rodila 3. junija 1964 v nemškem mestu Dusseldorf. Zaradi dobrega izvajanja glasbe je dobila vzdevek metal kraljica.

## Začetek glasbene kariere
Snakebite je bila skupina v kateri je Doro začela svoje glasbeno ustvarjanje. Leta 1983 je postala članica Warlock. Tu je živela življenje, kot si ga je želela - glasba in potovanja. Nastale so velike uspešnice, kot so: Fur Immer, All We Are, I Rule The Ruins,... Warlock so postali legende, ki so si odre delili z legendarnimi metal in rock izvajalci, kot so na primer Ozzy Osbourne, Bon Jovi, Judas Priest, Megadeth, itd. Leta 1988 je pričela samostojno kariero.

## Solo kariera
Skupaj z novimi člani je leta 1989 izdala album z naslovom Force Majeure (višja sila). Drugi, Doro, je nastal z novimi glasbeniki. Posnela je še nakaj albumov na primer: Angels Never Die, Fight, itd. Doro ostaja bojevnica in ena redkih žensk v matalu.
1. 1 2  Record #132115956 // Gemeinsame Normdatei — 2012—2016.
2. ↑  Discogs — 2000.
3. ↑  filmportal.de — 2005.